# 碧血书香梦
《碧血书香梦》 (原名：《江南往事》)，2015年大陆连续剧，改編自黃朝勇小說《藏书楼》。主要演員曾參與《天龍八部》和《鹿鼎記》，亦是张檬和韩栋第四度合作。2014年8月開機，11月殺青，2015年7月20日上海电视剧频道首播。2020年3月18日登陆湖南卫视白天偶像独播剧场上星首轮。

## 播出時間
| 頻道                    | 所在地   | 播映日期                | 播出時間                                     |
| ----------------------- | -------- | ----------------------- | -------------------------------------------- |
| 上海电视剧频道          | 中国大陆 | 2015年7月20日           | 晚上                                         |
| TVS-2/TVS-☆             | 中国大陆 | 2015年8月24日           |                                              |
| Shenzhen TV/JiangXi TV  | 中国大陆 | 2016年4月6日            |                                              |
| MCOT HD                 | 泰國     | 2018年4月11日           | 每周一到周五13:35至14:58                     |
| now華劇台               | 香港     | 2018年12月26日          | 每週一到週四 21:35－22:35                    |
| MCOT Family (Number 14) | 泰國     | 2019年2月4日-2019年月日 | 每周四和周五14：00至15：00,21：00 至22：00。 |
| 八大戲劇台              | 臺灣     | 2020年4月5日            | 每週六至週日 10:00 - 12:00                   |
| 澳視澳門台              | 澳門     | 2019年6月23日-2019年    | 每週日14:01起                                |
| 湖南卫视                | 中国大陆 | 2020年3月18日           | 白天时段偶像独播剧场                         |

## 介紹劇情
辛亥革命勝利之後的民國初年，江南才女沈碧雲為了實現進入中國最大的私人藏書樓博覽群書、為所有學子爭取讀書的權利的理想，也為了探查殺父仇人，不惜以終生幸福為賭注，嫁入藏書樓之主的宣家，卻由此陷入宣家內部的勾心鬥角、爭權奪利漩渦，遭遇重重危機，嘗盡人情冷暖，幾度出生入死。
宣家也經歷了一次次浩劫，直至家破人亡，碧雲仍然矢志不渝，在宣家四少爺宣孝季和進步青年吳時的幫助下，憑著堅強的信念和過人的智慧拯救了宣家，成為宣家新當家人，並查清真兇，報得父仇。
最終，沈碧雲衝破封建祖制開放書樓，包括碧雲在內的莘莘學子得以登樓讀書。
《碧血書香夢》是以中國最著名私家藏書館寧波天一閣的歷史人物錢繡云為藍本，碧血書香夢劇情反映民國早年時期一個江南豪門家族內外的恩怨情仇與風起雲湧的家國愛恨，也是繼《中國往事》之後又一部具有中國近代歷史質感和南方文化品味的品牌大劇。

## 出演角色
| 演員   | 角色   | 备注 |
| 张檬   | 沈碧云 | 三少爷第二任妻子，后为四少奶奶 聰慧貌美、善良溫婉的江南才女，一心想進入中國最大的私人藏書樓博覽群書，並為所有學子爭取讀書權利的理想，後更為了探查殺父仇人，不惜以終生幸福為賭注两度嫁入宣家，并与宣孝季相爱；与处处勾心斗角的宣家不同，她美貌聪慧，善良儒雅，在宣家落破之时挺身而出，用自己的智慧重振宣家，最后成为了新当家人，也实现了自己最初的愿望。 |
| 韩栋   | 宣孝季 | 宣家四少爷 碧云夫 宣家四公子，和整日争权夺利的两个哥哥不同，他游手好闲，玩世不恭，好曲儿。但同时他又开朗正义，待人宽容，真诚善良，多情浪漫中还带点痞性。在遇到沈碧云后从对嫂子的敬意逐渐变为爱意，与她有着深厚的感情纠葛。为她身陷牢狱之灾，却无怨无悔。                                                                                                |
| 巍子   | 宣泽恩 | 大老爷 宣家一家之主。从表面来看生性多疑，专横跋扈，残忍冷漠，为人古板，严守“代不分书，书不出阁”的祖训，但他又时常以书礼持家，待家人宽容慈厚。对于沈碧云先是充满猜忌，后对其深信不疑。 |
| 何彦霓 | 丁丹萍 | 二少奶。表面和善沉默，实际工于心计，因丈夫時常對自己拳打腳踢導致流產後无法生育痛恨宣家，一心想报复宣家而做了许多伤天害理的事，对沈碧云有愧疚，与其结拜姐妹，暗恋宣孝季。 |
| 何中华 | 宣泽典 | 二老爷。宣家老爷宣泽恩同父异母的弟弟。为人阴险毒辣，不计后果，但也算敢作敢为的汉子。为争权夺利做了许多伤害宣家的事。最后为保护宣家书楼牺牲，临终放下仇恨。 |
| 茅子俊 | 吴时   | 国外归来的进步青年。对于沈碧云，他充满热情，一心一意的追求着对方，可以为她做任何事。然而，对于死心塌地爱着他的宣敏玥，则一直疏离，回避拒绝。为了沈碧云的梦想而娶宣敏玥为妻，终被宣敏玥的真诚打动。 |
| 吴倩   | 宣敏玥 | 宣家五小姐，为人聪明活泼，单纯善良，对每一个人都真诚以待。对吴时一见钟情，一心一意执着的追求吴时，却终究不被接受，后远走欧洲。 |
| 殷飞   | 老太太 | 宣老爷的续弦太太，本是宣二爷的丫鬟。出身卑微，在宣家也与众人不合，且和宣二爷有私情。之后在丁丹萍的设计下被赶出宣家。 |
| 姬晨牧 | 宣孝伯 | 宣家大少爷，做事唯唯诺诺，是一个无勇又无谋的人。喜欢听别人的阿谀奉承，又怕老婆，和自己的兄弟相处也不友好，完全没有大少爷的样子。 |
| 李雯雯 | 陈阿英 | 大少奶。丁丹萍，曹婉兒，沈碧云之大嫂 宣家的大少奶奶。头脑简单，为人张扬，一直不把宣家人放在眼里，还时常对人冷嘲热讽，落井下石。 |
| 蒋冰   | 宣孝仲 | 宣家二少爷。喜酒贪财又好色，因妻子丁丹萍无法生育，時常对她又打又骂，常常出去花天酒地，最后死在了看似温柔的妻子手里。 |
| 王雅慧 | 曹婉儿 | 宣家三少奶奶。一个命运悲催的女子，因丈夫身有隱疾而想离开宣家，不料却被宣家人发现并痛骂毒打一顿，不堪其辱的她选择跳井自杀，但最后被阿栋救出。 |
| 陈龙   | 宣孝叔 | 宣家三少爷，沈碧云的前夫，是宣家唯一的读书人，因身有隱疾在沈碧云嫁入當晚便懸樑自盡。 |

## 音乐原声
| 歌曲名     | 作词   | 作曲   | 演唱   | 备注   |
| 《前生缘》 | 武婧   | 李子陶 | 金池   | 片头曲 |
| 《故事》   | 艾丽雅 | 艾丽雅 | 王野   | 片尾曲 |
| 《君子兰》 | 苟庆   | 曹轩宾 | 曹轩宾 | 插曲   |
| 《平行线》 | 林秋高 | 黄志平 | 金莎   | 插曲   |

## 花絮
- 沈碧雲一角原由李晟主演，由檔期問題辭演

## 外部
《碧血书香梦》的新浪微博
| 越南 THVL 日常17:00－18:30                               | 越南 THVL 日常17:00－18:30                 | 越南 THVL 日常17:00－18:30 |
| -------------------------------------------------------- | ------------------------------------------ | -------------------------- |
|                                                          | 碧血书香梦 （2016年8月1日－2016年8月25日） |                            |
| 風水世家(第2季越南文版) （2016年5月22日－2016年7月31日） | 煮妇神探 （2016年8月26日－2016年9月13日）  |                            |

| 泰國 MCOT HD ASIAN SERIES 每周一到周五 13:35 - 14:58                                      | 泰國 MCOT HD ASIAN SERIES 每周一到周五 13:35 - 14:58 | 泰國 MCOT HD ASIAN SERIES 每周一到周五 13:35 - 14:58 |
| ----------------------------------------------------------------------------------------- | ---------------------------------------------------- | ---------------------------------------------------- |
|                                                                                           | 碧血书香梦 （2018年4月11日 - 2018年5月24日） ()      |                                                      |
| 降龙伏虎小济公第 （2017年2月27日 - 2018年4月10日） (Friday, April 6, 2018, no broadcast.) | 大秦帝国之裂变 （2018年5月25日 - 2018年月日） ()     |                                                      |

| 香港 now華劇台 每週一到週四 21:35 －22:35 | 香港 now華劇台 每週一到週四 21:35 －22:35 | 香港 now華劇台 每週一到週四 21:35 －22:35 |
| ----------------------------------------- | ----------------------------------------- | ----------------------------------------- |
|                                           | 碧血書香夢 （2018年12月26日 - 2019年3月） |                                           |
| 定製幸福 （2018年－2018年12月25日）       | （2019年3月）                             |                                           |